# Parafia św. Mikołaja w Małoszowie
Parafia świętego Mikołaja w Małoszowie — parafia rzymskokatolicka, znajdująca się w diecezji kieleckiej, w dekanacie skalbmierskim.